# Banisteriopsis goiana
Banisteriopsis goiana är en tvåhjärtbladig växtart som beskrevs av B. Gates. Banisteriopsis goiana ingår i släktet Banisteriopsis och familjen Malpighiaceae. Inga underarter finns listade i Catalogue of Life.